# 高阳市 (中国)
高阳市，中国旧市名。
冀中解放区设。1948年由河北省高阳县城关镇析置。1949年撤销，改为县辖区。 